# Marie Amachoukeli
Marie Amachoukeli (Parigi, 16 luglio 1979) è una regista e sceneggiatrice francese.

## Biografia
Figlia dello scultore e orafo franco-georgiano Goudji (all'anagrafe Guy Georges Amachoukeli), sorella dell'editore Stéphane Barsacq e nipote del drammaturgo André Barsacq, Marie Amachoukeli ha studiato alla scuola di cinema La Fémis.
Co-scrive con Claire Burger il cortometraggio Forbach, premiato al Festival international du court métrage de Clermont-Ferrand, poi ha co-diretto con lei C'est gratuit pour les filles, selezionato alla Settimana della Critica del Festival di Cannes e César come miglior cortometraggio, e successivamente Demolition Party.
Nel 2014, assieme a Claire Burger e Samuel Theis dirige il lungometraggio Party Girl, per il quale vincono il premio Caméra d'Or (assegnato alla miglior opera prima) durante la 67ª edizione del Festival di Cannes, e numerosi premi internazionali.
Nel 2017 collabora con Vladimir Mavounia Kouka per I Want Pluto to Be a Planet Again, un cartone animato in bianco e nero nominato l'anno seguente nella categoria miglior cortometraggio d'animazione durante la 43ª edizione dei Premi César.
In qualità di sceneggiatrice, collabora con Franco Lolli, Clément Cogitore, Guillaume Gouix, Cyprien Vial e Julia Ducournau.
Nel 2018 fa parte della giuria, presieduta da Ursula Meier, che assegna il premio Caméra d'or durante la 71ª edizione del Festival di Cannes. Il lungometraggio premiato è stato Girl di Lukas Dhont.
Fa parte del collettivo 50/50 che mira a promuovere l'uguaglianza tra donne e uomini e la diversità nel cinema e nell'audiovisivo.
Nel 2020, l'Institut national de l'audiovisuel dà carta bianca a lei, Zabou Breitman e Michel Hazanavicius per creare un nuovo formato corto attorno agli archivi.

## Filmografia

### Regista e sceneggiatrice
- L'arbre d'Hugo (2007) – co-diretto con Yoann de Montgrand
- C'est gratuit pour les filles (2010) – co-diretto e co-scritto con Claire Burger
- Demolition Party (2013) – co-diretto e co-scritto con Claire Burger
- Party Girl (2014) – co-diretto e co-scritto con Claire Burger e Samuel Theis
- I Want Pluto to Be a Planet Again (2017) – co-diretto e co-scritto con Vladimir Mavounia-Kouka
- Hypno (2023)
- L'estate di Cléo (Àma Gloria) (2023)

### Sceneggiatrice
- Forbach, regia di Claire Burger (2009) – co-scritto con Claire Burger e Samuel Theis
- Une mère incroyable, regia di Franco Lolli (2019) – co-scritto con Virginie Legeay e Franco Lolli

### Scenografa
- Bébé tigre, regia di Cyprien Vial (2014)
- Les Fauves, regia di Vincent Mariette (2018)
- Une mère incroyable, regia di Franco Lolli (2019)

### Attrice
- Kings, regia di Katia Lewkowicz (2019)